# Dildorado
Dildorado är en svensk popgrupp.

## Historia
Dildorado grundades år 2000 av de tre medlemmarna Captain, Horny & Misty efter deras framträdande i Barcelona. Ursprungligen var de kända under namnet Los Amigos del Toro. 
Gruppens första album släpptes 2009. Albumet innehöll tre remixer av Hakan Lidbos "Sailor boy". Det gavs ut som en gul 12-tums vinyl-EP i begränsad upplaga. 
2011 gick Sailor boy med i gruppen. Hans första framträdande var att sjunga och agera med Ronald McDonald i videon "I'm lovin' it".
2012 släppte gruppen en kontroversiell video, tillsammans med en låt "Sinners in the sun", där Sailor boy klädde av och retade en ortodox präst. 
Den 20 april 2013  presenterade den svenske artistmanager Anton Sova från den globala talangagenturen Tuaron, som en del av stödet för HBTQ-kultur med stöd av den Sveriges ambassad i Lettland, för första gången det svenska popgruppen "Dildorado" att uppträda på scenen på Rigas Golden klubbbar på 33/35 Gertrudes Street.
De släppte en cover på ABBA:s låt "SOS" 2013 med dess ursprungliga gitarrist Janne Schaffer. Covern skapades med tillstånd av ABBA:s Benny Andersson. 
Gruppens låt "United fruit" feat den svenska draglegenden Peter Englund valdes till officiell låt för Stockholm Pride 2015. Förutom att vara prides hymn är låten en hyllning till Stonewall-upploppet.
Under 2017 presenterade bandet en ny låt Push Push och en musikvideo till låten.

## Medlemmar
- Michael Westlund as Sailor Boy (2011–)
- Edwin von Werder as Captain (2000–)
- Jöns Hellsing as Misty (2000–)
- Martin Sjögren as Horny (2000–)

## Diskografi

### Singlar
- 2012 — Sailor boy[1]
- 2013 — SOS[7]
- 2015 — United fruit[12]

### Musikvideor
- 2011 — I'm lovin' it[3]
- 2012 — Sinners in the sun[16]
- 2015 — United fruit[12]
- 2017 — Push Push[17]